# Abschnittsbefestigung Brandiger Knock

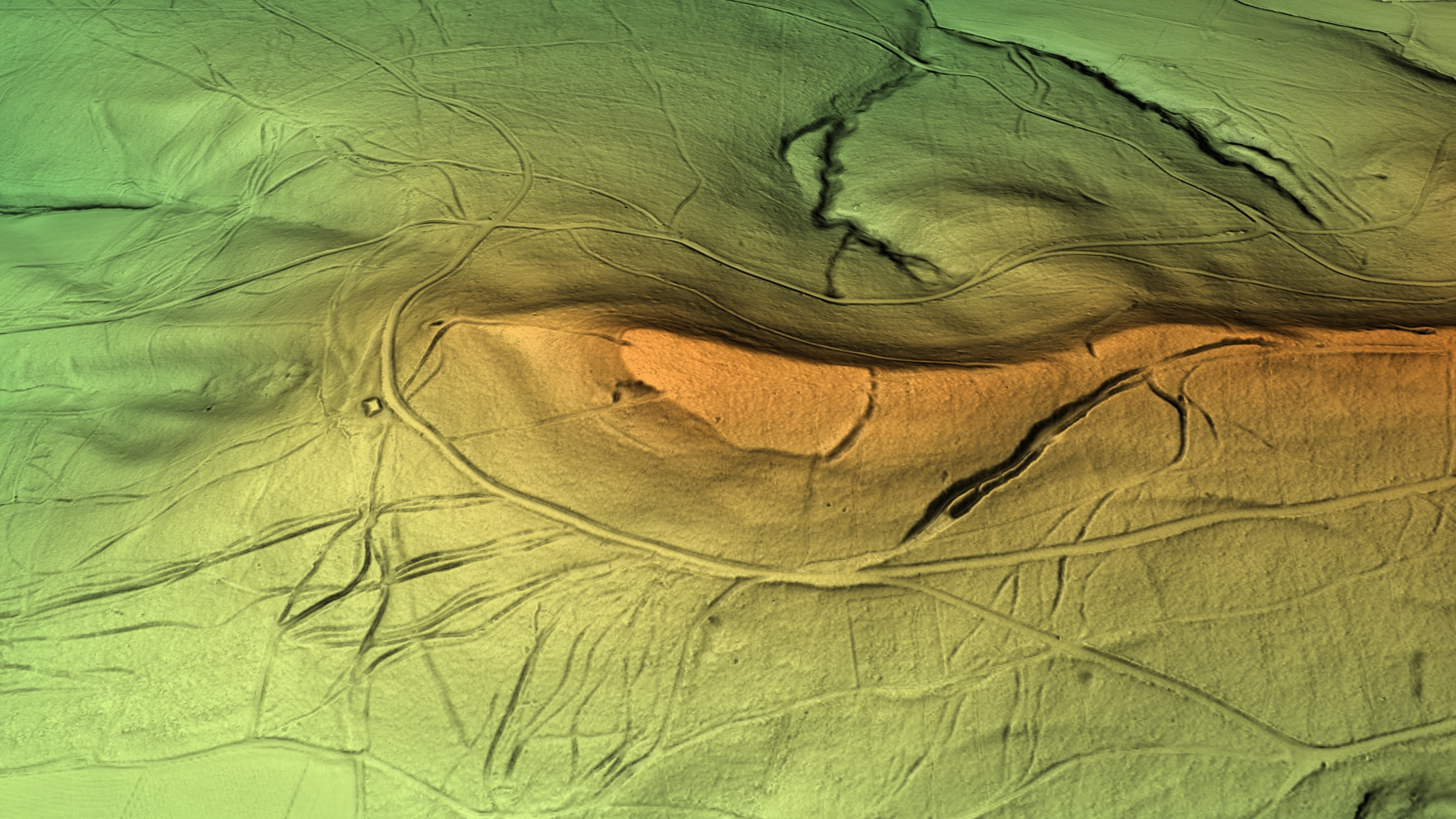
3D-Ansicht des digitalen Geländemodells

Die Abschnittsbefestigung Brandiger Knock ist eine abgegangene frühmittelalterliche Befestigungsanlage in Kremmeldorf, einem Ortsteil der Gemeinde Memmelsdorf im oberfränkischen Landkreis Bamberg (Bayern).
Sie befindet sich auf dem namensgebenden Bergsporn Brandinger Knock, etwa 1250 Meter südsüdöstlich der katholischen Kapelle Heiliges Herz Jesu in Kremmeldorf. Über die Abschnittsbefestigung sind keine geschichtlichen oder archäologischen Informationen bekannt. Sie wird als frühgeschichtlich oder eher als frühmittelalterlich bzw. karolingisch-ottonisch datiert, Funde von der Befestigung sind nicht bekannt. Erhalten hat sich von der Anlage nur ein Abschnittswall mit Graben, die Stelle ist als Bodendenkmal Nummer D-4-6032-0062 „Frühmittelalterliche Abschnittsbefestigung“ geschützt.

## Beschreibung
Die Befestigung befindet sich auf 427,9 m ü. NN Höhe und damit rund 75 Höhenmeter über dem Talgrund des Ellernbaches auf einem weit nach Westen vorgeschobenen Bergsporn des Stammberges. Die nach Westnordwesten gerichtete Spornkuppe fällt an drei Seiten sehr steil in die umliegenden Täler ab und war so von Natur aus gut geschützt. Nur die Ostseite des Spornes geht leicht abfallend in einen auf etwa 50 Meter schmaler werdenden Bergsattel über, der über einen gratartigen Bergrücken mit dem Schammelsberg verbunden ist, einem Vorberg des Stammberges.
Die Spornkuppe ist 160 Meter östlich der Spitze durch einen 80 Meter langen, zwei Meter hohen und sechs Meter breiten Abschnittswall abgeriegelt. Vor diesem sich von Nordnordosten nach Südsüdwesten ziehenden und leicht nach außen gebogenen Wall liegt als zusätzliches Annäherungshindernis ein Graben. Er ist von außen gemessen bis zu 0,8 Meter tief und acht Meter breit, die Sprunghöhe, also die Höhendifferenz zwischen Wallkamm und Grabensohle, beträgt bis zu 2,5 Meter. Wall und Graben enden jeweils an den Hangkanten.
Die durch diesen Abschnittswall befestigte, grob dreieckige Innenfläche war 120 Meter lang und bis zu 70 Meter breit. Sie wurde an den Längsseiten durch künstlich versteilte Hangkanten gesichert, die sich im Nordosten im rechten Winkel an den Abschnittswall anschließen, im Südosten zieht der Wall in einem stumpfen Winkel nach innen ein und geht auch dort in die Randbefestigung über. Die Randbefestigung ist nach innen nicht erhöht und hat einen klar ausgebildeten Fuß. Im südwestlichen Bereich ist diese Befestigung durch rezente Materialentnahme gestört. In dieser Randbefestigung sind mehrere Grabungsschnitte zu erkennen, allerdings ist über diese Grabungen nichts bekannt, Spuren von Mauerwerk sind dort nicht feststellbar. Der frühere Zugang zur Anlage ist nicht sicher zu lokalisieren, der Durchbruch durch den Abschnittswall mit der Verfüllung des Außengrabens im nördlichen und mittleren Bereich ist rezent. Möglicherweise lag die Toranlage im gestörten südwestlichen Bereich der Randbefestigung.